# M26 Pershing
De Heavy Tank M26 Pershing was een middelzware Amerikaanse tank. De M26 Pershing werd tijdens de Tweede Wereldoorlog en de Koreaanse Oorlog gebruikt. De tank is genoemd naar generaal John Pershing die de Amerikaanse strijdkrachten gedurende de Eerste Wereldoorlog leidde.

## Ontwikkeling
Door het Duitse succes in Fall Gelb in mei 1940 werd het Amerikaanse leger wakkergeschud en men besloot een moderne pantsermacht op te bouwen, nadat men in de jaren dertig de productie van tanks vrijwel geheel had verwaarloosd. Men voorzag de invoering van drie typen tanks: een lichte, de M3 Stuart, een middelzware, die M3 Grant en later de M4 Sherman, en een zware tank. De ontwikkeling van een zware tank zou ingewikkeld en langdurig worden omdat het Amerikaanse opperbevel in 1942 dacht dat men voldoende gevarieerd materieel had met de M4 Shermans en tankjagers. Men wilde de massaproductie niet verstoren door de invoering van nieuwe tanktypes, en het vervoer van zwaardere tanks zou te veel scheepsruimte in beslag nemen.
Tijdens de slag om Normandië in de zomer van 1944 bleek echter dat de Sherman het qua bepantsering en bewapening moest afleggen tegen de Duitse Panther, Tiger en Tiger II. Er kwam zelfs een heus tankschandaal van. Om de kritiek van het Amerikaanse Congres tegemoet te komen werd overhaast overgegaan tot het in productie nemen van het beste zware-tankproject dat men toen had lopen, de T26, als M26. In november 1944 begon de fabricage die in totaal 2212 stuks zou bedragen.

## Beschrijving
Met de ontwikkeling van deze zware tank was in het voorjaar van 1942 een start gemaakt. De opvolger van de M4 Sherman zou een dikker pantser, een zwaarder kanon en betere prestaties in het terrein moeten hebben. De tank behield een bemanning van vijf personen, waarvan twee in de romp en drie in de geschutskoepel, net als bij de M4 Sherman. Voor de M4 Sherman had het leger goede ervaring opgedaan met een Ford V-8 benzinemotor met een vermogen van 500 pk bij 2.600 toeren per minuut en deze kreeg ook een plaats in de nieuwe tank. De motor dreef de achteras aan, en niet als bij de Sherman de vooras; hiermee werd veel ruimte bespaard. De vorm werd aangepast; de tank werd compacter en ondanks het dikker pantser bleef het totaalgewicht ongeveer gelijk. Het 76 mm kanon werd in eerste instantie geschikt geacht, maar dit werd later vervangen door een krachtiger 90 mm kanon. Naast het kanon beschikte de tank over twee .30 M1919A4 machinegeweren en een .50 Browning machinegeweer tegen luchtdoelen. Er was ruimte voor 70 projectielen voor het 90 mm kanon. Uit tests bleek het pantser, vooral bij het kanon, onvoldoende sterk. Het werd dikker gemaakt waardoor het totaalgewicht van de tank toenam tot ongeveer 42 ton.
De T26E3 werd in november 1944 in productie genomen. De Fisher Tank Arsenal leverde de eerste 10 tanks voor het einde van die maand. In december volgde 30 exemplaren, in januari 1945 70 stuks en in februari 132 stuks. In maart begon ook de productie in de Detroit Arsenal Tank Plant en in totaal werden die maand 194 stuks geproduceerd, gevolgd door 269, 361 en 370 tanks in de daarop volgende maanden. Door het einde van de oorlog in Europa daalde het productietempo en tegen het einde van het jaar waren 2000 exemplaren gebouwd.

## Vergelijking met Duitse tanks
In de laatste maanden van de oorlog, waren de Duitse Tiger I en Panther tanks de belangrijkste opponenten van de T26E3 oftewel de M26 Pershing. Volgens Hunnicutt was de Panther superieur met betrekking tot mobiliteit en waren de drie tanks ongeveer even goed wat het pantser betreft. Hunnicutt vermeldt de lage vermogen/gewicht verhouding van de M26 Pershing, maar hecht een groter belang aan het lager totaalgewicht en het smaller profiel van de tank. Bij het passeren van bruggen werd dit als een groot voordeel ervaren. De bemanning bestond in alle gevallen uit vijf personen. Hieronder een verder vergelijk van de drie tanks:
| Omschrijving                         | M26 Pershing | Tiger I | Panther |
| ------------------------------------ | ------------ | ------- | ------- |
| Hoogte (in cm)                       | 278          | 290     | 300     |
| Gewicht (in ton)                     | 41,9         | 56,9    | 45,3    |
| Vermogen-Gewicht ratio (pk/ton)      | 10,8         | 11,0    | 13,8    |
| Pantser voorzijde (max. dikte in mm) | 102          | 102     | 80      |
| idem geschutskoepel                  | 114          | 110     | 120     |
| kaliber hoofdbewapening (mm)         | 90           | 88      | 75      |
| Aantal projectielen hoofdbewapening  | 70           | 92      | 82      |
| Maximumsnelheid op weg (km/h)        | 40           | 37      | 45      |
| Maximum bereik op weg (km)           | 160          | 117     | 200     |

## Operationele Geschiedenis

### Verenigde Staten
De tank werd pas in gebruik genomen na de Slag om de Ardennen en werd weinig gebruikt in de Tweede Wereldoorlog; slechts één eenheid kon met het nieuwe wapen worden uitgerust: in februari 1945 werd een compagnie van tien actief bij de 3rd Armored Division. Men probeerde die zo veel mogelijk gevechtservaring te laten opdoen en de tanks vernietigden 173 Duitse gevechtsvoertuigen. Doordat de Pershing een 90 mm kanon had, was het een zeer effectief wapen tegen de zwaardere Duitse tanks; ondanks zijn gewicht was zijn gegoten bepantsering echter niet heel erg sterk, maar bleek toch afdoende omdat de Duitsers door hun wolfraammunitie heen waren.
Na de Tweede Wereldoorlog bleek de M26 erg belangrijk te worden. Doordat de productie zo lang was uitgesteld was het een veel modernere tank geworden dan de Sherman. In mei 1946 werd de M26 zo een middelzware tank, ondanks de slechte gewicht-pantser-verhouding. Dit betekende ook dat er een nieuwe zware tank werd ontwikkeld, de latere M103. Dit zou de toon zetten voor de volgende twintig jaar in het Amerikaanse tankontwerp: men vond tanks acceptabel die eigenlijk veel te ruim en zwaar waren in verhouding tot hun capaciteiten. Voor een middelzware tank was de Pershing weinig mobiel — zijn motor was dezelfde als die van sommige, veel lichtere, Shermans — en daarom werd er in 1948 een vernieuwde versie gepland: de M26E2. Deze werd later hernoemd tot de M46 Patton en zo fungeerde de M26 Pershing als basis voor de Pattontankserie, die tot in de jaren tachtig gebouwd zou worden. De M26 werd voor het laatst ingezet in de jaren vijftig, tijdens de Koreaanse Oorlog, en werd langzaam vervangen door de M46 Patton.

### België

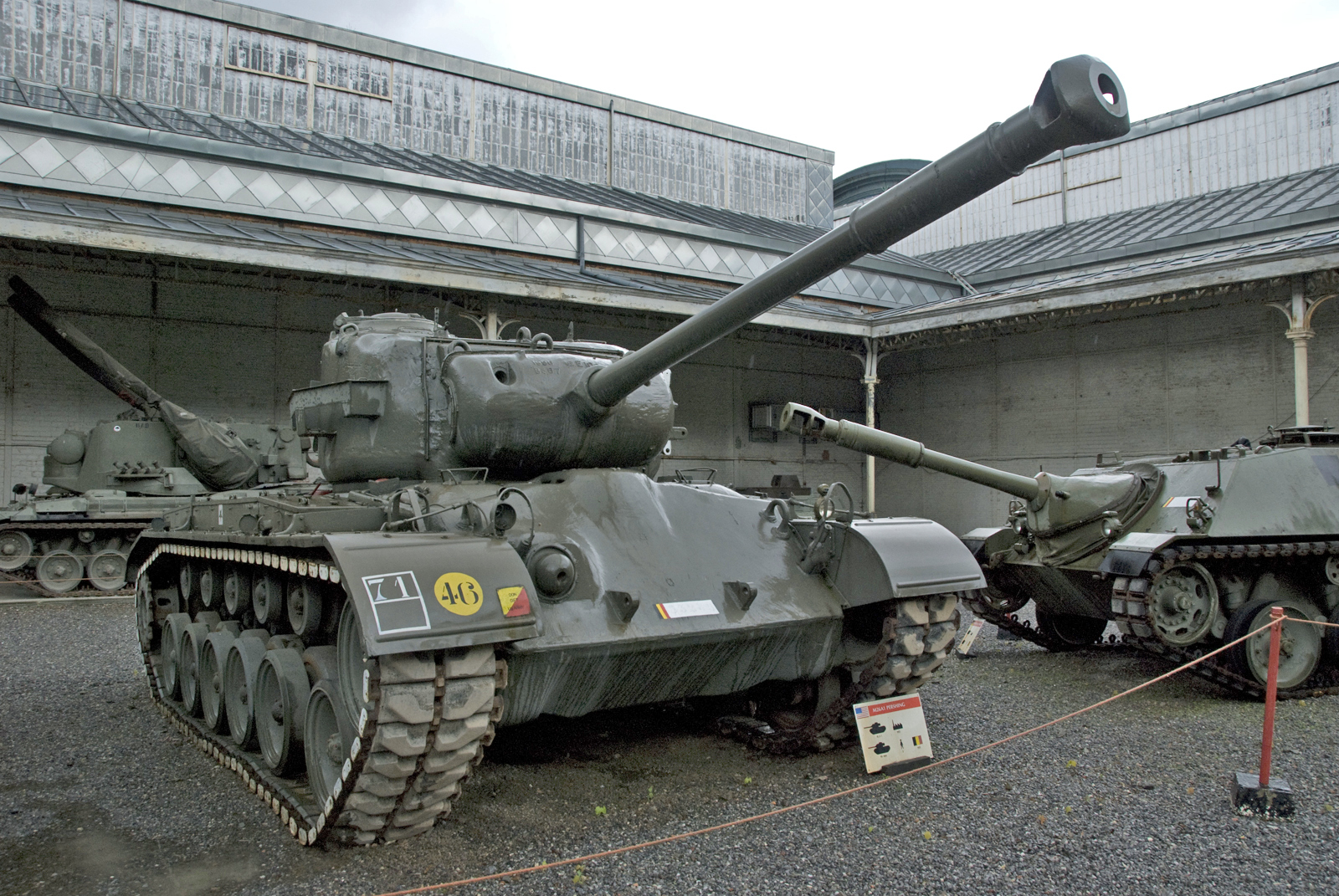
M26A1 te Brussel; dit voertuig, oorspronkelijk ook geleased aan België, werd in 1980 door de VS aan het museum in eigendom overgedragen

Toen de tanks begin jaren vijftig in de Verenigde Staten werden uitgefaseerd, werden in 1952 423 M26 en M26A1 Pershings naar België verscheept in het kader van een Mutual Defense Assistance Program (MDAP), een eufemisme voor militaire ondersteuning van de VS aan hun bondgenoten. De voertuigen werden geleased aan België en bleven eigendom van de VS.
De tanks vormden de organieke sterkte van negen mobiliseerbare reserve-eenheden van bataljonssterkte: 2e, 3e en 4e Régiment de Guides/Regiment Gidsen; 7e, 9e en 10e Régiments de Lanciers/Regiment Lansiers en 2e, 3e en 5e Bataillon de Tanks Lourds/Bataljon Zware Tanks. Echter, na Pasen 1953 gebruikte het 1e Zware Tankbataljon van de 1e Infanteriedivisie gedurende drie maanden M26's, omdat nog niet genoeg M47 Pattons beschikbaar waren.
Na 1961 werden de meeste M26 reserve-eenheden opgeheven; de voertuigen waren nu bestemd voor het 1e en 3e Escadron de Tanks/Tank Eskadron in de reserve van de Infanterie. In 1969 werden alle M26's uitgefaseerd in het kader van een verdere inkrimping van het Belgische leger.

## Varianten
- M26 (T26E3): hoofdtype met M3 kanon met dubbele mondingsrem.
- M26A1: verbeterd type met M3A1 kanon met rookafzuiger en enkelvoudige mondingsrem.
- M26A1E2: experimenteel type met langer T15E1/E2 - kanon. Ze worden ook weleens "Super Pershing" genoemd.
- M26E1 of T26E4: project met langer kanon.
- M26E2: project met nieuwe motor en transmissie, samen met de M3A1 gun; resulterend in de M46 Patton.
- T26E2 of Heavy Tank M45: houwitserversie met 105 mm M101 houwitser.
- T26E5: prototype met verdikt 279 mm frontpantser.
- M26 T99: prototype met 2 raketlanceerders aan de zijkanten van de koepel

## Naslagwerk
- (en)  Hunnicutt, R.P. Pershing; A history of the Medium Tank T20 Series Uitgever: Feist Publications Inc, Bellingham WA 98227